# Municipio de Saratoga (Minnesota)
El municipio de Saratoga (en inglés: Saratoga Township) es un municipio ubicado en el condado de Winona en el estado estadounidense de Minnesota. En el año 2010 tenía una población de 618 habitantes y una densidad poblacional de 6,68 personas por km².

## Geografía
El municipio de Saratoga se encuentra ubicado en las coordenadas 43°53′25″N 92°1′9″O / 43.89028, -92.01917. Según la Oficina del Censo de los Estados Unidos, el municipio tiene una superficie total de 92.58 km², de la cual 92,58 km² corresponden a tierra firme y (0 %) 0 km² es agua.

## Demografía
Según el censo de 2010, había 618 personas residiendo en el municipio de Saratoga. La densidad de población era de 6,68 hab./km². De los 618 habitantes, el municipio de Saratoga estaba compuesto por el 97,25 % blancos, el 0,16 % eran amerindios, el 0,49 % eran asiáticos, el 0,32 % eran de otras razas y el 1,78 % eran de una mezcla de razas. Del total de la población el 1,78 % eran hispanos o latinos de cualquier raza.